# ヴィルバリス

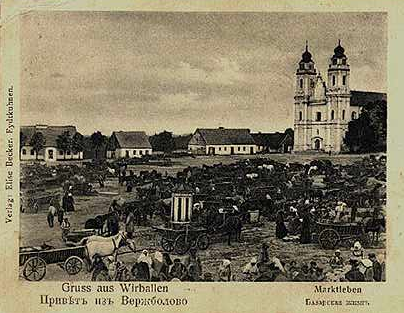
ヴィルバリスの市場の様子（1912年以前）

ヴィルバリス（リトアニア語: Virbalis  発音）は、リトアニア南西部の都市。ヴルカヴィシュキスの西12kmに位置している。
かつてはドイツ語で "Wirballen" 、ポーランド語で "Wierzbołów" 、ロシア語で "Вержболово" (Verzhbolovo) と呼ばれ、これらの呼称は現在でも文献に見られる。
1891年、サンクトペテルブルク・ワルシャワ鉄道の支線がヴィリニュスから東プロイセン国境へと敷かれ、ヴィルバリス近郊の街キーバルタイに「ヴェルジュボロヴォ駅」が作られた。その後キーバルタイは発展を遂げヴィルバリスより規模の大きな街となり、現在では「キーバルタイ駅」と呼ばれている。